# Solle
Solle es una localidad del municipio de Puebla de Lillo, en la provincia de León, España. Se encuentra en la zona oeste del Parque Regional de los Picos de Europa, en la comarca del alto Porma, a una altitud de 1180m, a escasa distancia del Embalse del Porma, y a 4 km del ayuntamiento de Puebla de Lillo.
Cuenta con una población de 51 habitantes, 30 varones y 21 mujeres (INE 2020)

## Etimología

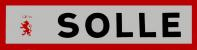

Su nombre, al igual que el de muchos pueblos de la zona, proviene del idioma leonés antiguo, que según algunos etimólogos, se compone de la unión de «so» que significa debajo, y «lle» que deriva de collado, sinónimo de montaña, por lo que su nombre completo significa «bajo las montañas» o «entre las montañas».

## Geografía
| Noroeste: Redipollos            | Norte: Redipollos | Noreste: Maraña  |
| Oeste: San Cibrián de la Somoza |                   | Este: Lois       |
| Suroeste Orones                 | Sur: Orones       | Sureste: Pallide |

## Clima
El clima de Solle es un clima de alta montaña, que como dice el diccionario de Madoz, es frío pero sano, teniendo largos inviernos y veranos muy cortos, pudiendo resumirse estos en dos meses escasos (finales de junio, julio y principios de agosto).
El resto del año son largos meses de invierno con mucha nieve, frías primaveras y otoños apenas diferenciados del invierno. 
Durante todo el año, exceptuando el mes de julio, las temperaturas nocturnas son inferiores a 0 °C.

## Fauna
En este pueblo se pueden encontrar una gran variedad de animales:
- Mamíferos carnívoros: El lobo ibérico, que se puede encontrar en las masas boscosas del pueblo; el zorro, que habita en la cuevas de las peñas y en madrigueras; el oso pardo, que principalmente se encuentran en la zona en la época estival (durante el periodo de celo) y en la época invernal(durante la ivernación); también podemos encontrar al gato montés, la garduña...
- Mamíferos herbívoros: En los altos podemos encontrar rebecos; en las distinatas masas boscosas del pueblo podemos encontrar ciervos; también se pueden encontrar jabalíes; los corzos son abundantes.
- Aves: Como la cigüeña, los búhos, las garzas, un gran número de buitres, águilas... También es probable que en el Hayedo se encuentre algún urogallo.
- Peces: La gran colonizadora de los ríos de Solle es la trucha.

## Historia
Tanto de la historia del pueblo como la de toda la zona en general hay constancia desde la antigüedad, el hallazgo de calzadas y puentes salpicados de abundantes epigrafías romanas delatan el paso de las legiones del Imperio romano. Más tarde, en la Alta Edad Media hay constancia de que en los pastos de toda la zona pastaban las ovejas merinas del monasterio de Sahagún. A su vez, al ser un paso hacia Asturias, fue protegido por Alfonso VII de León, señorío de los Vigil y del condado de Luna (1396). A su vez, Solle disfruto, junto con San Cibrian de la Somoza y Redipollos, de privilegios otorgados por Felipe II de España.
Un claro ejemplo de la edad medieval en esta zona es el torreón de Lillo, un torreón de carácter defensivo datado de la época de los Trastámara, que acabaría en poder del Conde Luna.

## Demografía
Esta es la evolución demográfica de Solle en los últimos años, en la que solo se ven reflejadas las personas que viven en el pueblo durante todo el año:
|         |  | 2000 |  | 2003 |  | 2006 |  | 2009 |  | 2020 |
| ------- |  | ---- |  | ---- |  | ---- |  | ---- |  | ---- |
| Varones |  | 33   |  | 29   |  | 28   |  | 29   |  | 30   |
| Mujeres |  | 28   |  | 27   |  | 23   |  | 19   |  | 21   |

## Viviendas
|             |  | 1900 |  | 1950 |  | 1991 |
| ----------- |  | ---- |  | ---- |  | ---- |
| Principales |  | 60   |  | 44   |  | 21   |
| Secundarias |  | 18   |  | 12   |  | 22   |

## Economía
Antiguamente, su economía se basaba en la ganadería y agricultura(de subsistencia). Hoy en día toda la economía de la zona se basa en la ganadería, el turismo rural, la caza, la pesca y los deportes de nieve(Estación de esquí de San Isidro y Fuentes de Invierno)

## Fiestas
Su patrón es San Roque de Montpellier, por lo que las fiestas del pueblo se celebran, en su día grande, el 16 de agosto. Durante las fiestas se realizan diferentes actividades, como una misa, juegos infantiles, verbenas...

## Particularidades
Aun siendo un pueblo pequeño en él se encuentra el bosque de avellanos más grande de la Cordillera Cantábrica, y uno de los más grandes de Europa. Este bosque es denominado por los lugareños como La Biesca

En Solle también destacan otras masas boscosas, como pueden ser el Faedo de Solle, varios robledales, y pinares, aunque estos últimos han sido replantados recientemente, por lo que aún no tienen un gran tamaño. Esta replantación de pinos es debida a la desaparición total del pinar original (causas naturales).
El punto más alto del pueblo(Reinamón), que ronda los 2000 m de altitud, forma parte del macizo del Mampodre, por lo cual, gran parte del pueblo pertenece a la Reserva nacional del Mampodre. Otro pico a destacar es el denominado como «Sestilón», situado a 1784 m de altitud y llamado así porque era el lugar en el que sesteaba el ganado, desde el cual, con ayuda de un telescopio y en días sin nubosidad, se puede observar la Catedral de León, ya que se encuentra a tal altura que ningún pico en dirección a León supera dicho alto.
En el pueblo se encuentra aparte de la iglesia situada en el alto, junto a la peña del concejo, una ermita dedicada a la virgen del camino.

## Galería de imágenes

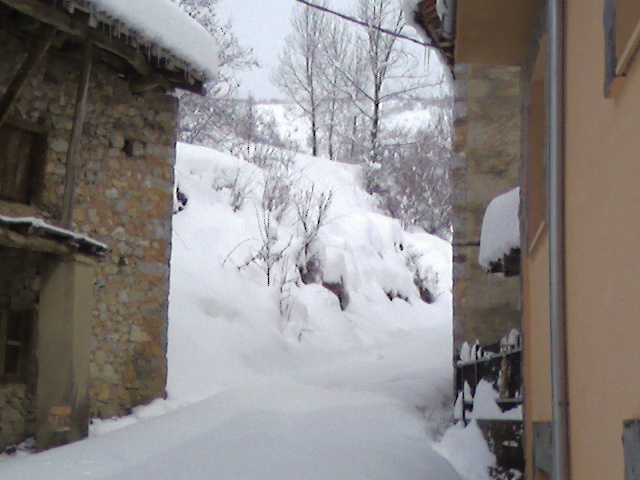
Solle,Semana Santa de 2008
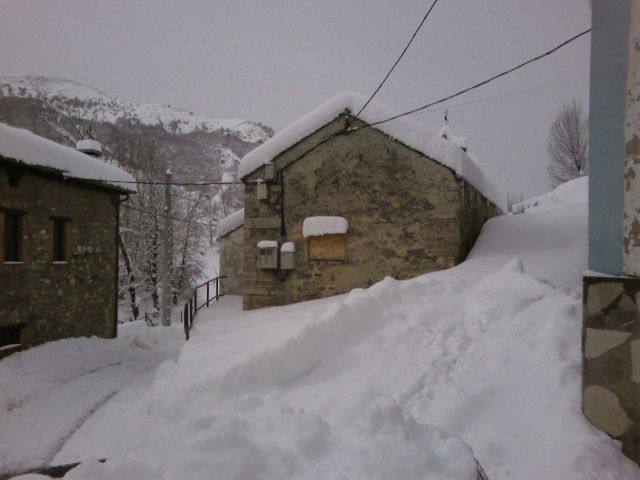
Solle,Semana Santa de 2008
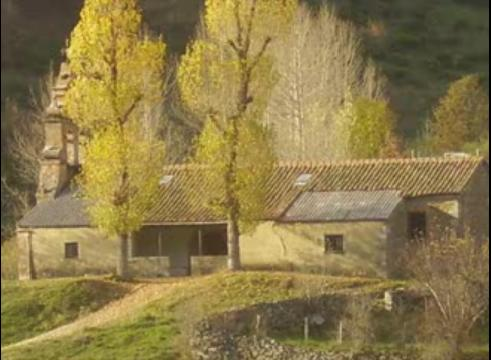
Iglesia de Solle

- Datos: Q5943844
- Multimedia: Solle / Q5943844